# Svenja Bazlen
Svenja Bazlen (* 3. Januar 1984 in Stuttgart) ist eine ehemalige deutsche Triathletin.

## Werdegang
Im Alter von 12 Jahren begann Svenja Bazlen mit dem Schwimmsport. Seit 2005 betreibt Bazlen Triathlon und verbuchte bereits 2006 in der Bundesliga mehrere Top-Ten-Ergebnisse. 2007 wurde Svenja Bazlen deutsche Hochschulmeisterin und Vierte des Bundesligarennens in Gelsenkirchen. 2009 schloss Bazlen ihr Sportpädagogik-Studium ab und übersiedelte nach Freiburg im Breisgau, um dort am Olympiazentrum zu trainieren.
Durch ein starkes Rennen zum Saisonauftakt 2009 im spanischen Pontevedra, das sie auf Platz zwei beendete, erfüllte sie die Qualifikationskriterien für die Europameisterschaft in Holten und für das Rennen der Weltmeisterschaftsserie in Hamburg. Am Jahresende 2009 wurde Svenja Bazlen, die sich bisher ausschließlich über Sponsorengelder finanziert hatte, in den B-Kader der Deutschen Triathlon Union berufen.
In Frankreich nahm Svenja Bazlen auch an der französischen Clubmeisterschaftsserie Lyonnaise des Eaux teil und trat dort für Tri Club Châteauroux 36 an. Beim Eröffnungstriathlon 2010 in Dünkirchen erzielte Bazlen den elften Rang und sie brachte zusammen mit Magali Messmer, Melanie Annaheim und Ricarda Lisk ihren Verein auf den zweiten Rang.

### Olympische Sommerspiele 2012
Im Mai 2012 qualifizierte sie sich in Madrid zusammen mit Anne Haug für einen Startplatz bei den Olympischen Spielen in London und die beiden sind dort zusammen mit Anja Dittmer für Deutschland an den Start gegangen. Svenja Bazlen belegte in London den 32. Rang. 2013 wechselte sie von der olympischen Distanz auf die längeren Strecken und startete im März bei ihrem ersten Ironman 70.3-Rennen, wo sie Zweite wurde.
Im Juli 2015 startete sie in Roth erstmals auf der Langdistanz, belegte den sechsten Rang und wurde damit Dritte bei der Deutschen Meisterschaft auf der Langdistanz. Svenja Bazlen startete für den VfL Waiblingen und wurde trainiert von Luboš Bílek.
Bazlen lebt in Tübingen und seit Juni 2016 ist sie Mutter eines Sohnes. Im Februar 2018 erwartete sie ihr zweites Kind und kündigte an, ihre Profikarriere zu beenden.

## Sportliche Erfolge
| Datum/Jahr    | Rang | Wettbewerb                              | Austragungsort | Zeit       | Bemerkung |
| ------------- | ---- | --------------------------------------- | -------------- | ---------- | --- |
| 31. Aug. 2014 | 10   | Hy-Vee Triathlon 5150                   | Des Moines     | 02:00:48   | U.S. Championships |
| 26. Juli 2014 | 3    | 5150 Zurich                             | Zürich         | 02:00:43   | European Championships |
| 6. Juli 2014  | 4    | T3 Triathlon                            | Düsseldorf     | 01:00:06   | auf der Sprintdistanz (0,75 km Schwimmen, 20 km Radfahren und 5 km Laufen)                                                             |
| 1. Sep. 2013  | 3    | Hy-Vee Triathlon 5150                   | Des Moines     | 01:58:48   | U.S. Championships |
| 27. Juli 2013 | 3    | 5150 Zurich                             | Zürich         |            | Europameisterschaften |
| 20. Juli 2013 | 25   | ITU World Championship Series 2013      | Hamburg        | 00:58:52   | auf der Sprintdistanz |
| 23. Juni 2013 | 1    | CityTriathlon Heilbronn                 | Heilbronn      | 03:14:49   | [ 9 ] |
| 8. Juni 2013  | 1    | Zytturm-Triathlon                       | Zug            | 00:49:57   | [ 10 ] |
| 14. Apr. 2013 | 1    | Internationaler Triathlon Wallisellen   | Wallisellen    | 00:48:08   | Pro Sprint Triathlon (600 m Schwimmen, 15 km Radfahren und 4 km Laufen)                                                                |
| 4. Aug. 2012  | 32   | Olympische Sommerspiele 2012            | London         | 02:04:11   | |
| 26. Mai 2012  | 12   | ITU World Championship Series 2012      | Madrid         | 02:07:54   | Olympiaqualifikation |
| 10. Sep. 2011 | 22   | ITU World Championship Series 2011      | Peking         | 02:01:56   | |
| 20. Aug. 2011 | 14   | ITU Sprint Triathlon World Championship | Lausanne       | 00:59:23   | Weltmeisterschaft auf der Sprintdistanz                                                                                                |
| 17. Juli 2011 | 10   | ITU World Championship Series 2011      | Hamburg        | 01:54:52   | |
| 19. Juni 2011 | 9    | ITU World Championship Series 2011      | Kitzbühel      | 02:07:10   | |
| 9. Apr. 2011  | 26   | ITU World Championship Series 2011      | Sydney         | 02:03:56   | Auftaktveranstaltung der neuen Saison                                                                                                  |
| 18. Sep. 2010 | 3    | Alpen-Triathlon                         | Schliersee     | 02:16:06   | Deutsche Vize-Meisterin bei der Internationalen Deutschen Meisterschaft im Triathlon über die olympische Distanz                       |
| 12. Sep. 2010 | 34   | ITU World Championship Series 2010      | Budapest       | 01:54:16   | im siebten und letzten Rennen der Saison                                                                                               |
| 18. Juli 2010 | 13   | ITU World Championship Series 2010      | Hamburg        | 01:55:16   | |
| 23. Mai 2010  | 11   | Grand Prix de Triathlon                 | Dünkirchen     |            | |
| 8. Mai 2010   | 14   | ITU World Championship Series 2010      | Seoul          | 02:02:40   | [ 13 ] |
| Apr. 2010     | 1    | Internationaler Triathlon Wallisellen   | Wallisellen    | 00:49:09,1 | |
| 25. Juli 2009 | 12   | ITU World Championship Series 2009      | Hamburg        | 01:58:23   | im fünften Rennen der Saison 2009 |
| 5. Juli 2009  | 15   | ETU Triathlon European Championships    | Holten         | 01:58:49   | beste deutsche Starterin bei der Europameisterschaft auf der olympischen Kurzdistanz (1,5 km Schwimmen, 40 km Radfahren, 10 km Laufen) |
| 17. Mai 2009  | 2    | ITU Triathlon Premium European Cup      | Pontevedra     | 02:01:00   | Zweite hinter der Tschechin Radka Vodičková                                                                                            |
| 2008          | 12   | BG Triathlon World Cup                  | Tiszaújváros   | 02:08:52   | |
| 2008          | 4    | ITU Triathlon European Cup              | Schliersee     | 02:22:06   | |
| 2008          | 3    | ITU Triathlon European Cup              | Brünn          | 02:08:51   | |

| Datum/Jahr    | Rang | Wettbewerb                        | Austragungsort | Zeit     | Bemerkung                                             |
| ------------- | ---- | --------------------------------- | -------------- | -------- | ----------------------------------------------------- |
| 30. Aug. 2015 | DNF  | Ironman 70.3 World Championship   | Zell am See    | –        |                                                       |
| 21. Juni 2015 | 3    | Challenge Heilbronn               | Heilbronn      | 04:35:49 | auf der Mitteldistanz bei der Erstaustragung          |
| 7. Juni 2015  | 3    | Ironman 70.3 Kraichgau            | Kraichgau      | 04:29:14 | Dritte bei der Erstaustragung                         |
| 27. Feb. 2015 | 9    | Challenge Dubai                   | Dubai          | 04:25:57 | beim ersten Rennen der „Challenge Triple-Crown-Serie“ |
| 7. Sep. 2014  | 8    | Ironman 70.3 World Championship   | Mont-Tremblant | 04:18:48 |                                                       |
| 23. Juni 2014 | 1    | City Triathlon Heilbronn          | Heilbronn      | 03:18:40 |                                                       |
| 25. Mai 2014  | 3    | Ironman 70.3 Austria              | St. Pölten     | 04:21:51 |                                                       |
| 15. März 2014 | 1    | Abu Dhabi International Triathlon | Abu Dhabi      | 03:34:51 | Siegerin auf der Kurzdistanz                          |
| 16. Feb. 2014 | 3    | Ironman 70.3 Panama               | Panama City    | 04:08:12 |                                                       |
| 8. Sep. 2013  | 5    | Ironman 70.3 World Championship   | Las Vegas      | 04:27:52 |                                                       |
| 17. März 2013 | 2    | Ironman 70.3 San Juan             | San Juan       | 04:13:24 | 1,9 km Schwimmen, 90 km Radfahren und 21,1 km Laufen  |

| Datum/Jahr    | Rang | Wettbewerb                                       | Austragungsort | Zeit     | Bemerkung |
| ------------- | ---- | ------------------------------------------------ | -------------- | -------- | --- |
| 12. Juli 2015 | 3    | DTU Deutsche Meisterschaft Triathlon Langdistanz | Roth           | 09:22:34 | erster Start auf der Langdistanz bei der Deutschen Meisterschaft auf der Triathlon-Langdistanz und sechster Rang bei der Challenge Roth |

| Datum/Jahr    | Rang | Wettbewerb               | Austragungsort | Zeit  | Bemerkung       |
| ------------- | ---- | ------------------------ | -------------- | ----- | --------------- |
| 31. Dez. 2011 | 1    | Sylvesterlauf Britzingen | Britzingen     | 37:04 | Sieg über 10 km |

(DNF – Did Not Finish)